# Michael Beattie
Michael Beattie est un acteur canadien né à Toronto.

## Filmographie

### Cinéma
- 1988 : Blood Relations : le jeune interne
- 1988 : Les Calinours au pays de casse-noisette : le casse-noisette
- 1990 : Straight Line : Rookie Cop
- 1999 : Best Man in Grass Creek : Lester
- 2002 : À la dérive : Todd
- 2006 : The Bet : le détective
- 2006 : All In : l'ivrogne
- 2010 : Comme chiens et chats : La Revanche de Kitty Galore : Angus MacDougall
- 2012 : Le Lorax : le deuxième type du marketting
- 2015 : Les Minions : le présentateur
- 2016 : Comme des bêtes : Tatouage
- 2017 : Moi, moche et méchant 3 : le présentateur
- 2018 : Le Grinch : le propriétaire du magasin

### Télévision
- 1984 : Countdown to Looking Glass : le jeune homme
- 1985 : The Pirates of Penzance : Chorus
- 1987 : Bécébégé : Buck Huckster et Wilshire (1 épisode)
- 1988 : Les Bisounours (27 épisodes)
- 1989 : Vendredi 13 : le photographe (1 épisode)
- 1989 : Rintintin junior (1 épisode)
- 1989-1991 : Babar : voix additionnelles (65 épisodes)
- 1990 : Un duo explosif : Sergent Raafe (3 épisodes)
- 1992 : The Adventures of T-Rex : Buck et Delaney (21 épisodes)
- 1992 : Le Roi Arthur et les Chevaliers de Justice : voix additionnelles (13 épisodes)
- 1992-1993 : Conan l'Aventurier : Needle (61 épisodes)
- 1997 : Murder One : Swaboba (1 épisode)
- 1998 : Brooklyn South : le premier photographe (1 épisode)
- 2001-2009 : As Told by Ginger : Principal Erickson et le caméraman (6 épisodes)

### Jeux vidéo
- 2002 : Spider-Man : Shocker
- 2003 : Bilbo le Hobbit : Bilbo
- 2004 : Pitfall : L'Expédition perdue : Leech et Pusca
- 2004 : Spider-Man 2 : Herman Schultz et Schocker
- 2004 : World of Warcraft
- 2006 : Titan Quest
- 2006 : Saints Row : les habitants de Stilwater
- 2006 : Company of Heroes
- 2006 : The Sopranos: Road to Respect
- 2008 : Saints Row 2
- 2009 : Dragon Age: Origins : Orzammar et autres personnages
- 2010 : Mass Effect 2 : Mordin Solus et Aresh
- 2011 : Star Wars: The Old Republic : Sonn-Vi, Danison Varik et Capitaine Jefris
- 2012 : World of Warcraft: Mists of Pandaria
- 2013 : Metal Gear Rising: Revengeance : Bladewolf
- 2013 : Marvel Heroes : Northstar
- 2013 : Despicable Me: Minion Rush : le villaintriloque et la marionnette
- 2015 : Mad Max : Gastown Outcrier